# اثرات بوم‌شناختی تنوع زیستی
تنوع گونه‌ها و ژن‌ها در جوامع بوم‌شناختی بر کارکرد این جوامع تأثیر می‌گذارد. این اثرات بوم‌شناختی تنوع زیستی (به انگلیسی: ecological effects of biodiversity)، به نوبه خود تحت تأثیر تغییرات آب و هوایی از طریق افزایش گازهای گلخانه‌ای، ذرات معلق در هوا و از بین رفتن پوشش زمین است که سبب از بین رفتن سریع تنوع زیستی و انقراض گونه‌ها و جمعیت‌های محلی می‌شود. سرعت فعلی انقراض گاهی یک انقراض دسته‌جمعی در نظر گرفته می‌شود، با نرخ انقراض گونه‌های کنونی که در حدود ۱۰۰ تا ۱۰۰۰ برابر بیشتر از گذشته‌است.